# District Six. Time to Return Home
District Six. Time to Return Home es una película del año 2005.

## Sinopsis
La historia de District Six, un barrio multirracial y pacífico de Ciudad del Cabo que, durante los años del apartheid fue completamente demolido y declarado “zona sólo para blancos”. Sus habitantes fueron expulsados y distribuidos por los guetos del extrarradio. Hoy, Asa Salie y su familia esperan poder regresar, como muchos otros, a un nuevo barrio que será próximamente construido. Mientras el Sudáfrica democrático continúa su camino hacia la democracia y una sociedad más justa, se van añadiendo nuevas y contradictorias identidades sociales a las que ya forman parte del ya complejo y vasto país conocido como “el país arco iris”.